# Taísia Chénchik
Taísia Chénchik (Unión Soviética, 30 de enero de 1936-19 de noviembre de 2013) fue una atleta soviética, especializada en la prueba de salto de altura en la que llegó a ser medallista de bronce olímpica en 1964.

## Carrera deportiva
En los JJ. OO. de Tokio 1964 ganó la medalla de bronce en el salto de altura, con un salto por encima de 1,78 m, quedando en el podio tras la rumana Iolanda Balaş que batió el récord olímpico, con 1,90 m, y la australiana Michele Brown (plata con 1,80 metros).